# Martin Taylor (Fußballspieler, 1979)
Martin Taylor (* 9. November 1979 in Ashington) ist ein ehemaliger englischer Fußballspieler.

## Karriere
Martin Taylor war ein Abwehrspieler in der englischen Premier League. Der erste Fußballprofiverein Taylors waren 1997 die Blackburn Rovers. 2002 nahm Taylor mit der englischen U-21 an der Europameisterschaft in der Schweiz teil. Im Jahr 2004 wechselte Taylor zu Birmingham City. Als Abwehrspieler wurde er 2007 für einen Monat bei Norwich City eingesetzt und kehrte daraufhin zu Birmingham City zurück. Negatives Aufsehen erregte Taylor, als er am 23. Februar 2008 beim Premier-League-Heimspiel seines Vereins gegen Arsenal London seinem kroatischen Gegenspieler und Stürmer Eduardo in der dritten Spielminute das linke Bein brach. Darauf forderte Arsenal-Trainer Arsène Wenger eine lebenslange Sperre von Taylor. Zudem erhielt er nach dem Foul mehrere Morddrohungen. Wenger revidierte jedoch daraufhin seine Aussage und gab zu, dies emotionell gesagt zu haben.
Vom 29. Januar 2010 bis 2012 spielte Martin Taylor für den FC Watford in der zweitklassigen Football League Championship.
Zur Saison 2012/13 wechselte Taylor zu Sheffield Wednesday.